# Abu Muslim

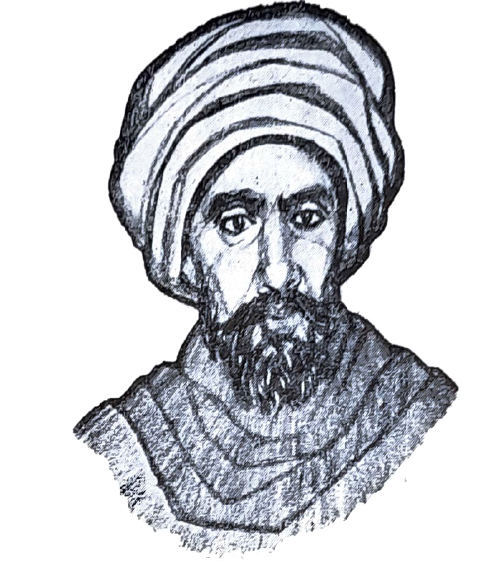
Boceto imaginario que representa al comandante militar abbasí Abū Muslim Al-Khurâsânî.

Abu Muslim Abd al-Rahman ibn Muslim al-Khurasani más conocido como Abū Muslim (en persa: ابومسلم عبدالرحمان بن مسلم خراسانی; n. 718/719 o 723/727, m. 755), fue un general persa en servicio de la dinastía abasí, y quien comandó la revolución abasí que derrocó a la dinastía omeya.

## Origen y nombre
Según la Enciclopedia Iránica, "las fuentes difieren en cuanto a su nombre original y su origen. Algunos lo hacen descendiente de Gōdarz y del visir Bozorgmehr y lo llaman Ebrāhīm; algunos lo nombran Behzādān, hijo de Vendād Hormoz (en persa: بهزادان پور ونزاد هرمم). Y otros lo relacionan con los ʿAbasíes o con la familia de ʿAlī. Todas estas hipótesis son dudosas". Lo más probable es que fuera de origen persa, y que naciera en Marw o cerca de Isfahán. Se desconoce la fecha exacta, y se ha sugerido que nació en 718/719 o en algún momento en 723/7.
Otras fuentes se refieren a él como yaminita, kurdo, árabe o incluso como descendiente de la antigua aristocracia iraní. También se dice que nació en la provincia de Sar-e Pol del actual Afganistán en una familia tayika.
Su nombre en árabe significa «padre del musulmán, Abd al-Rahman, hijo del musulmán desde Jorasán».

## Activista y misionero chiita en Jorasán
Abu Muslim creció en Kufa, donde sirvió como esclavo y guarnicionero para el clan Banu Ijil. Fue allí donde Abu Muslim entró en contacto con musulmanes chiitas.
Kufa era para la época un semillero de disturbios sociales y políticos en contra de la dinastía gobernante omeya, cuyas políticas favorecían a los árabes por sobre los conversos al islam (mawālī) que no eran árabes, lo que se percibía como una violación a las promesas islámicas de igualdad. El lujoso estilo de vida de los califas omeyas y su persecución contra los alides alienaban aún más a los piadosos. Esto consolidó el apoyo alrededor de la causa chií de que el gobierno debía estar en manos de un miembro de la familia de Mahoma, quien, como imām o mahdī guiado por Dios, habría de gobernar de acuerdo con el Corán y la Sunnah y crearía un gobierno verdaderamente islámico que traería justicia y paz a la comunidad musulmana.
Alrededor del año 737 Abu Muslim aparece registrado entre los seguidores del ghālī ("extremista, heterodoxo") al-Mughira ibn Sa'id.[4] Su participación en estas actividades lo llevó a prisión, de donde fue liberado en 741/742 por los misioneros abasíes (naqāb, singular Naqīb) que se dirigían a La Meca. Fue presentado al jefe del clan abasí, Ibrahim ibn Muhammad, quien en 745/746 lo envió a comandar el esfuerzo misionero en Jorasán.
Jorasán, y en general la mitad oriental iraní del Califato, fue un terreno fértil para las actividades misioneras de los abasíes. Alejada de la provincia metropolitana omeya de Siria, Jorasán tenía una identidad distinta. Era hogar de una gran comunidad de colonos árabes, que a su vez había dado lugar a un gran número de conversos locales, así como a matrimonios mixtos entre árabes e iraníes. Como provincia fronteriza expuesta a guerras constantes, los musulmanes locales tenían experiencia militar, y las batallas en común habían ayudado a unificar aún más a los musulmanes árabes y a los nativos de Jorasán, teniendo en común una aversión hacia las tendencias centralizadoras de Damasco y las exacciones de los gobernadores sirios. Según relatos posteriores, ya para los años de 718/719 los abasíes habían enviado doce naqāb a la provincia, si bien los académicos modernos son escépticos ante tales afirmaciones, y parece que solo después del fracaso de la revuelta de Zayd ibn Ali en 740 el movimiento misionero abasí empezó a avanzar en Jorasán. En 745, el jorasaní Qahtaba ibn Shabib al-Ta'i viajó al oeste para jurar lealtad a Ibrahim ibn Muhammad, y fue con él que Abu Muslim fue enviado al este para asumir el control.
Cuando Abu Muslim llegó a Jorasán, la provincia estaba en crisis debido al impacto de la guerra civil omeya en curso de la Tercera Fitna, que había reavivado la disputa entre los grupos tribales Yaman y Qays: los numerosos elementos yamani en la provincia se oponían al largo tiempo gobernador, Nasr ibn Sayyar, y buscaban reemplazarlo con su campeón, Juday al-Kirmani. Al-Kirmani encabezó una revuelta contra Ibn Sayyar y lo expulsó de la capital provincial, Merv, a fines de 746, con el gobernador huyendo a la fortaleza de los qais en Nishapur.

## Abu Muslim y la revolución abasí
Abu Muslim capturó la ciudad de Merv en diciembre de 747 (o enero de 748), derrotando al gobernador omeya Nasr ibn Sayyar, así como a Shayban al-Khariji, un aspirante jariyí al califato. Se convirtió en el gobernador de facto de Jorasán, y ganó fama como general a fines de la década de 740 al derrotar la rebelión de Bihafarid, el líder de una secta persa sincrética que era mazdeísta. Abu Muslim recibió apoyo para reprimir la rebelión tanto de musulmanes puristas como de zoroastristas. En 750, Abu Muslim se convirtió en líder del ejército abasí y derrotó a los omeyas en la batalla del gran Zab.

## Gobierno de Jorasán y relaciones con al-Mansur
Después del establecimiento del régimen abasí, Abu Muslim permaneció en Jorasán como gobernador.[4] En este papel, reprimió el levantamiento chiita de Sharik ibn Shaikh al-Mahri en Bujará en 750/1, y promovió la conquista musulmana de Asia Central, enviando a Abu Da'ud Khalid ibn Ibrahim a hacer campaña en el este.
Su papel heroico en la revolución y su habilidad militar, junto con su política conciliadora hacia chiitas, sunitas, zoroastrianos, judíos y cristianos, lo hicieron extremadamente popular entre la gente. Aunque al parecer Abu al-'Abbas al-Saffah confiaba en él en general, desconfiaba de su poder y limitó su séquito a 500 hombres a su llegada a Irak cuando peregrinaba por el Hach en 754. En medio de la peregrinación en el 754, Abu Muslim había intentado ganarse a los árabes y persas, otorgando vestidos así como generosos dones a los suplicantes que se le cruzaban por el camino El hermano de Abu al-'Abbas, al-Mansur (r. 754-775), aconsejó a al-Saffah en más de una ocasión que matara a Abu Muslim, temiendo su creciente influencia y popularidad. Parece que esta animadversión era mutua, pues Abu Muslim aspiraba a más poder y miraba con desdén a al-Mansur, sintiendo que al-Mansur le debía a Abu Muslim su posición. Cuando el tío del nuevo califa, Abdullah ibn Ali se rebeló, al-Mansur le pidió a Abu Muslim que aplastara esta rebelión, lo que hizo, y Abdullah fue entregado a su sobrino como prisionero. Abdullah fue finalmente ejecutado.
Las relaciones se deterioraron rápidamente cuando al-Mansur envió a un agente para inventariar el botín de guerra y luego nombró a Abu Muslim gobernador de Siria y Egipto, lejos de su base de poder. Después de una correspondencia cada vez más mordaz entre Abu Muslim y al-Mansur, Abu Muslim temió que lo mataran si aparecía en presencia del Califa. La gota que colmó el vaso fue su negativa, al regresar a Jorasán de la peregrinación, a presentarse ante el califa; quien, enterado de esto, envió de inmediato una comitiva por medio de la cual lo invitaba a reunirse con él a las afueras de la antigua capital sasánida de Ctesifonte. Abu Muslim, a pesar de sus reticencias al respecto, asistió. Cuando estuvieron juntos Al-Mansur lo reprendió y luego ordenó a sus guardias que lo cortaran en pedazos y que sus restos fueran arrojados al Tigris. No obstante, el asesinato del aliado más importante del califato no podía tomarse por poca cosa, de manera que el Al-mansur debió distribuir generosas sumas entre las tropas y garantizarle a los jorasaníes su buena disposición para con ellos durante su periodo como comendador de los fieles.

## Reacción a su muerte y legado
Su asesinato no fue bien recibido por los residentes de Jorasán, y generó resentimiento y rebelión entre la población por los métodos brutales utilizados por Al-Mansur. Se convirtió en una figura legendaria para muchos en Persia, y varios herejes persas iniciaron revueltas alegando que no había muerto y que regresaría. Entre estos se encontraba su propio propagandista Ishaq al-Turk, el clérigo zoroástrico Sunpadh en Nishapur, la subsecta Abu Muslimiyya de los chiitas kaysanitas y al-Muqanna en Jorasán. Incluso Babak afirmó ser su descendiente.

## En la literatura
Se han escrito al menos tres romances épicos sobre él:
- Marzubānī, Muḥammad ibn ʻImrān, Akhbār shuʻarāʾ al-Shīʻah
- Muḥammad ibn Ḥasan, Abū Ṭāhir Ṭarsūsī, Abū Muslimʹnāmah
- Zidan, Jorji, Abu Muslim al-Khurasani

## Trivia
Abu Muslem FC, un club de fútbol iraní, lleva su nombre.